# Santa Marinella (stacja kolejowa)
Santa Marinella (włoski: Stazione di Santa Marinella) – stacja kolejowa w Santa Marinella, w prowincji Rzym, w regionie Lacjum, we Włoszech. Stacja znajduje się na linii Piza – Rzym.
Według klasyfikacji RFI posiada kategorią srebrną.

## Ruch pociągów
Na stacji zatrzymują się wszystkie pociągi regionalne. Kierunki kursów to: Civitavecchia, Montalto di Castro, Grosseto, Piza i Rzym. 

## Linie kolejowe
- Piza – Rzym

## Usługi
Usługi dostępne na stacji:
- Kasy Biletowe
- Bar
- Kiosk
- Toalety
- Przejście podziemne